# Babaï
Pour les articles homonymes, voir Babai (homonymie).
Babaï est un animal chimérique à la tête de crocodile, à la crinière de lion, aux pattes postérieures d'hippopotame et antérieures de hyène, qui lors de la pesée du cœur dévore les ka de ceux qui ont été jugés indignes de continuer leur vie dans l'au-delà.
Il est le parèdre d'Ammout, « la grande Dévoreuse ».